# Лафлэнд, Джон
Джон Локленд (англ. John Laughland; род. 6 сентября 1963) — британский журналист, учёный и писатель.
Директор исследовательских программ Института демократии и сотрудничества.
Получил степень доктора философии в Оксфордском университете, учился в Мюнхенском университете имени Людвига Максимилиана, преподавал в Сорбонне и Парижском институте политических наук. Имеет учёную степень во Франции.
Публикуется в The Guardian, The Sunday Telegraph, The Spectator, The Wall Street Journal, National Review, The American Conservative и Antiwar.com.

В своих публикациях Локленд подвергает критике политику США в отношении «оранжевых революций», утверждая, что американские организации играли важную роль в свержении власти в ряде бывших советских республик. Локленд критикует позицию Запада относительно провозглашения независимости Косово:
Я поддерживаю позицию России по Косову, потому что она отличается своей последовательностью, в то время как позиция Запада непоследовательна и противоречива. Запад (ЕС+США) поддерживает косовскую независимость, но выступает против независимости Фландрии, Северного Кипра, Республики Сербской в Боснии, Приднестровья, Абхазии, Южной Осетии и т. д. Запад также выступает против разделения Косова, хотя на севере Митровицы проживают только сербы.

## Награды
- Серебряная медаль «За заслуги» (2013, Сербия)[5]

### Статьи
- Лживая критика в адрес Путина // Die Welt, 8 октября 2004
- Американские друзья чеченцев // The Guardian, 8 сентября 2004
- Кто убил Анну Политковскую? // Sanders Research Associates, 26 октября 2006
- Агрессия Запада // The Spectator, 11 ноября 2004
- Телереволюция на Украине // The Guardian, 29 ноября 2004
- Ложь в новостях: Тюльпаномания в Кыргызстане // Sanders Research Associates, 30 марта 2005
- Профанация международного права // The Spectator, 21 ноября 2005